# کومبا لاروک
کومبا لاروک (به انگلیسی: Koumba Larroque،  متولد ۲۲ اوت ۱۹۹۸) کشتی‌گیر آزادکار تیم ملی فرانسه است.
از افتخارات وی می‌توان به کسب مدال نقره در مسابقات قهرمانی کشتی جهان ۲۰۱۸ و سه مدال برنز مسابقات قهرمانی کشتی جهان ۲۰۱۷ و مسابقات قهرمانی کشتی جهان ۲۰۲۲ و مسابقات قهرمانی کشتی جهان ۲۰۲۳ اشاره کرد. وی سابقه حضور در المپیک ۲۰۲۰ توکیو و المپیک ۲۰۲۴ پاریس را دارد.